# Gennadij Karponosov
Gennadij Michajlovič Karponosov (in russo Геннадий Михайлович Карпоносов?; Mosca, 21 novembre 1950) è un ex danzatore su ghiaccio sovietico, dal 1993 russo.

## Palmarès
Con Natal'ja Liničuk
| Internazionali            | Internazionali | Internazionali | Internazionali | Internazionali | Internazionali | Internazionali | Internazionali | Internazionali | Internazionali |
| Evento                    | 1972–73        | 1973–74        | 1974–75        | 1975–76        | 1976–77        | 1977–78        | 1978–79        | 1979–80        | 1980–81        |
| ------------------------- | -------------- | -------------- | -------------- | -------------- | -------------- | -------------- | -------------- | -------------- | -------------- |
| Giochi olimpici invernali |                |                |                | 4°             |                |                |                | 1°             |                |
| Campionati mondiali       |                | 3°             | 4°             | 5°             | 3°             | 1°             | 1°             | 2°             |                |
| Campionati europei        |                | 3°             | 3°             | 3°             | 3°             | 2°             | 1°             | 1°             | 3°             |
| Skate Canada              |                |                |                | 1°             | 1°             |                |                |                |                |
| Prize of Moscow News      | 3°             | 1°             |                | 2°             | 2°             | 2°             |                | 1°             | 1°             |
| Nazionali                 |                |                |                |                |                |                |                |                |                |
| Campionati sovietici      |                |                | 2°             | 1°             | 2°             |                | 1°             |                | 1°             |

Con Elena Zharkova
| Internazionali       | Internazionali | Internazionali | Internazionali | Internazionali |
| Evento               | 1968–69        | 1969–70        | 1970–71        | 1971–72        |
| -------------------- | -------------- | -------------- | -------------- | -------------- |
| Campionati mondiali  |                | 8°             | 8°             | 8°             |
| Campionati europei   | 11°            | 6°             | 6°             | 6°             |
| Prize of Moscow News |                | 2°             | 3°             | 3°             |
| Universiadi          |                |                |                | 1°             |
| Nazionali            |                |                |                |                |
| Campionati sovietici | 3°             | 3°             | 3°             | 2°             |